# Бевіл Радд
Бе́віл Го́рдон У́рбан Радд (англ. Bevil Gordon d'Urban Rudd; нар. 6 жовтня 1895 — пом. 2 лютого 1948) — південноафриканський легкоатлет, Олімпійський чемпіон з бігу на 400 метрів (1920).

## Біографія
Народився 6 жовтня 1895 року в місті Кімберлі, Північна Капська провінція в родині одного із співзасновників алмазодобувної компанії De Beers Чарльза Радда. Закінчив Сент-Ендрюз коледж у Грейамстауні, де почав активно займатись спортом. За відмінне навчання отримав стипендію на навчання у Оксфордському університеті. 
Учасник Першої світової війни. За хоробрість нагороджений Воєнним Хрестом.
Учасник VI літніх Олімпійських іграх 1920 року в Антверпені (Бельгія) у легкій атлетиці:
- 17 серпня 1920 року у забігу на 800 метрів був третім з результатом 1.54,0, виборовши бронзову олімпійську медаль.
- 20 серпня 1920 року переміг у забігу на 400 метрів з результатом 49,6 сек., ставши Олімпійським чемпіоном.
- 23 серпня 1920 року в естафеті 4×400 метрів четвірка південноафриканських бігунів, серед яких був і Бевіл Радд, із загальним результатом 3.23,0 посіла друге місце, виборовши срібні олімпійські медалі.

Таким чином, Бевіл Радд став єдиним південноафриканським спортсменом, який завоював повний комплект Олімпійських медалей на одній Олімпіаді.
Після закінчення навчання повернувся до Південної Африки. Працював спортивним журналістом. У 1930 році став редактором «Дейлі Телеграф» і займав цю посаду до кінця Другої світової війни.
Помер 2 лютого 1948 року в рідному місті Кімберлі.